# Stéphen Liégeard

Stéphen Liégeard

Stéphen Liégeard (* 29. März 1830 in Dijon; † 19. Dezember 1925 in Cannes) war ein französischer Jurist, Politiker und Dichter. Er veröffentlichte das Buch La Côte d’Azur, welches namengebend für die heutige Region Côte d’Azur an der französischen Mittelmeerküste war.

## Biographie
François Stéphène Émile Liégeard, so lautet der bürgerliche Name Liégeards, wurde am 29. März 1830 in seinem burgundischen Elternhaus in Dijon geboren. Seine Eltern waren Jean-Baptiste Liégeard und Catherine Émilie Vallot. Er lebte lange Zeit in Brochon (Gevrey-Chambertin), wo er im Jahr 1900 inmitten eines ausgedehnten Parks ein Château errichten ließ. Das Gebäude ist bis heute erhalten; darin wird als Hauptgebäude (neben einem Zweckbau aus der Nachkriegszeit) seit 1962 eine Schule unter dem Namen Lycée Stephen Liégeard betrieben. Das Château steht seit 1975 unter Denkmalschutz. Stéphen Liégeard verstarb am 19. Dezember 1925 in einem Alter von 95 Jahren in Cannes.

## Publikationen
- De l’origine, de l’esprit et des cas d’application de la maxime Le partage est déclaratif de propriété .... A. Durand, Paris 1855
- Le crime du 4 septembre .... J. Rozez, Brüssel 1871
- Trois ans à la Chambre. E. Dentu, Paris 1873
- A travers l’Engadine, la Valteline, le Tyrol du Sud, et les Lacs de l’Italie Supérieure. Hachette, Paris 1877
- Les grand coeurs. Hachette, Paris 1882
- Au caprice de la plume : Etudes, fantaisies, critique. Hachette, Paris 1884
- La Côte d’Azur. Ancienne Maison Quantin, Paris 1894
- Pages françaises. Hachette, Paris 1902
- Henry Février (Hrsg.): Les saisons : Quatre Poèms de Stéphen Liégeard. Recital Publications, Huntsville 1994
- Vingt journées d’un touriste au pays de Luchon. C. Lacour, Nimes 2003

## Auszeichnungen
- 1894 Literaturpreis der Académie française für Les grand coeurs